# 北卡罗来纳州参议院
北卡罗来纳参议院（英語：North Carolina Senate）是美国北卡罗来纳总议会的上議院，共有50名參议员，每届任期2年。北卡羅萊納參議院議長由副州長兼任，现任议长为共和黨籍的馬克·羅賓遜，于2021年1月9日上任。